# Stazione di Porto San Giorgio-Fermo
La stazione di Porto San Giorgio-Fermo è una stazione della ferrovia Adriatica a servizio del comune di Porto San Giorgio e della città di Fermo.
È stata realizzata dopo la costruzione della linea, nella seconda metà dell'Ottocento. Dal 1908 al 1956 era la stazione di partenza della ferrovia Porto San Giorgio-Amandola.
Fino al 2009 era chiamata semplicemente Porto San Giorgio.

## Servizi
La stazione dispone di:
- Biglietteria a sportello
- Bar
- Edicola